# Verdienstorden für das Vaterland
Der Verdienstorden für das Vaterland (russisch Орден «За заслуги перед Отечеством») ist ein russischer Orden, der am 2. März 1994 von Boris Jelzin in vier Klassen sowie einer Medaille in zwei Klassen gestiftet wurde. Nach dem Orden des Heiligen Andreas des Erstberufenen und dem Orden des Heiligen Georg ist der Verdienstorden die dritthöchste staatliche Auszeichnung der Russischen Föderation.

## Beschreibung
Der Orden wird in vier Ordensklassen und zwei affiliierten Verdienstmedaillen verliehen. Für Militärverdienste kann der Orden auch mit Schwertern verliehen werden. Dazu werden zwei gekreuzte Schwerter zwischen Kreuz und Tragering angebracht.
Der russische Präsident trägt mit der Collane Zeichen des Präsidenten der Russischen Föderation eine symbolische Kopie des Ordens als Amtsinsigne.
Der Orden ist laut Dekret eine „Auszeichnung“ und kein Ritterorden. Seine Ordensdevise lautet „Nutzen, Ehre und Ruhm“ (russisch Польза, честь и слава Polsa, tschest i slawa).

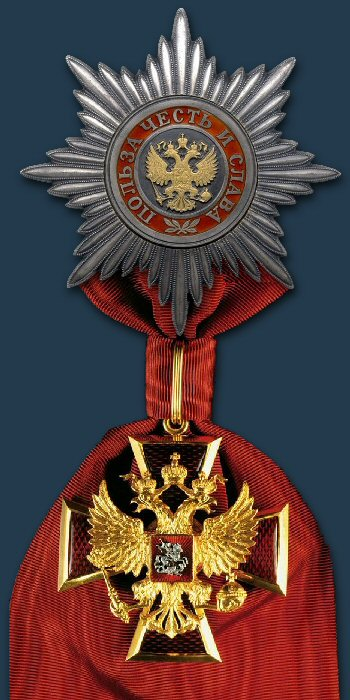
Dekoration der I. Klasse

Das Ordenszeichen ist ein goldenes rot emailliertes Tatzenkreuz, auf dem in Gold das Wappen Russlands aufgelegt ist. Die I. Klasse trägt es am Schulterband, die II. und III. Klasse am Hals, die IV. Klasse an der linken Brust. Das Ordensband ist rot. Die ersten beiden Klassen tragen dazu einen Bruststern, der Ordensdevise in Gold auf rotem Grund um das russische Wappen zeigt.
Angelehnt ist die Ordensdekoration an die des Wladimirordens des Kaiserreichs.
| Ordensdekoration             | Ordensdekoration | Ordensdekoration | Ordensdekoration | Ordensdekoration |
|                              | I. Klasse        | II. Klasse       | III. Klasse      | IV. Klasse       |
| ---------------------------- | ---------------- | ---------------- | ---------------- | ---------------- |
| Bruststern                   |                  |                  |                  |                  |
| Ordenszeichen                |                  |                  |                  |                  |
| Ordenszeichen mit Schwertern |                  |                  |                  |                  |
| Bandschnalle                 |                  |                  |                  |                  |
| Bandschnalle mit Schwertern  |                  |                  |                  |                  |

## Träger
Bisher (Stand Dezember  2024) wurden 101  Personen mit dem Verdienstorden für das Vaterland aller vier Klassen ausgezeichnet:
- Leila Adamjan (* 1949), Medizinerin (Ordensverleihung 2009–2024)
- Wagit Alekperow (* 1950), Unternehmer (2005–2022)
- Schores Alfjorow (1930–2019), Physiker (1999–2010)
- Muchu Alijew (* 1940), Politiker (2000–2021)
- Wladimir Andrejew (1930–2020), Schauspieler und Theaterregisseur (1995–2020)
- Irina Antonowa (1922–2020), Kunsthistorikerin, Direktorin des Moskauer Puschkin-Museums (1997–2012)
- Alexander Baranow (* 1941), Mediziner (2006–2021)
- Jefim Bassin (* 1940), Eisenbahner und Politiker (1999–2024)
- Leonid Bokerija (* 1939), Kardiochirurg (1999–2020)
- Alexander Bortnikow (* 1951), Leiter des russischen Inlandsgeheimdienstes FSB (Zeitpunkte der Verleihung unbekannt)
- Leonid Bronewoi (1928–2017), Schauspieler (1997–2013)
- Juri Bugakow (1938–2020), Vorsitzender des Zuchtbetriebes „Irmen“, Oblast Nowosibirsk (1997–2018)
- Gennadi Chasanow (* 1945), Schauspieler, künstlerischer Leiter des Moskauer Estraden-Theaters (2000–2015)
- Iwan Dedow (* 1941), Mediziner, Präsident der Russischen Akademie der Medizinwissenschaften (2001–2013)
- Oleg Dobrodejew (* 1959), Journalist, Generaldirektor der WGTRK (2006–2019)
- Tatjana Doronina (* 1933), Schauspielerin (1998–2019)
- Alexander Dsassochow (* 1934), Politiker (2001–2024)
- Boris Eifman (* 1946), Ballettmeister (2003–2021)
- Konstantin Ernst (* 1961), Medienmanager, Generaldirektor des Perwy kanal (2006–2021)
- Wladimir Etusch (1922–2019), Schauspieler (1995–2018)Amtskette Zeichen des Präsidenten der Russischen Föderation mit dem Kreuz des Verdienstordens für das Vaterland

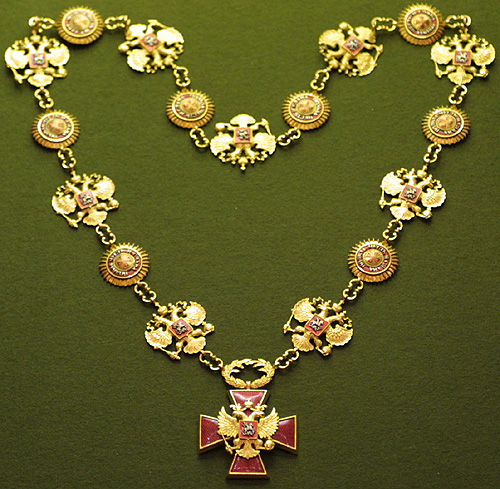
Amtskette Zeichen des Präsidenten der Russischen Föderation mit dem Kreuz des Verdienstordens für das Vaterland

- Gennadi Fadejew (* 1937), Eisenbahner und Politiker (1995–2016)
- Wladimir Fedossejew (* 1932), Dirigent (1996–2018)
- Waleri Fokin (* 1946), Theaterregisseur (2006–2021)
- Wladimir Fortow (1946–2020), Physiker (1996–2017)
- Michail Fradkow (* 1950), Politiker (Zeitpunkte der Verleihung teilweise unbekannt)
- Alissa Freindlich (* 1934), Schauspielerin (2004–2024)
- Ilja Glasunow (1930–2017), Künstler (1995–2010)
- Boris Gromow (* 1943), General und Politiker (2003–2018)
- Witali Ignatenko (* 1941), Journalist und Politiker (1999–2021)
- Radi Ilkajew (* 1938), Physiker (Zeitpunkte der Verleihung teilweise unbekannt)
- Sergei Iwanow (* 1953), Politiker (Zeitpunkte der Verleihung teilweise unbekannt)
- Weniamin Jakowlew (1932–2018), Jurist (1997–2012)
- Waleri Koslow (* 1950), Mathematiker (2005–2024)
- Andrei Kostin (* 1956), Bankier, Präsident und Vorstandsvorsitzender der VTB (2006–2021)
- Michail Kowaltschuk (* 1946), Physiker (2006–2018)
- Oleg Kutafin (1937–2008), Jurist (1997–2007)
- Larissa Latynina (* 1934), Kunstturnerin (2004–2024)
- Nikolai Lawjorow (1930–2016), Geologe (1999–2015)
- Sergei Lawrow (* 1950), Diplomat und Politiker (1998–2015)
- Wjatscheslaw Lebedew (1943–2024), Vorsitzender des Obersten Gerichts der Russischen Föderation (1998–2018)
- Lew Leschtschenko (* 1942), Sänger (2002–2017)
- Juri Luschkow (1936–2019), Politiker, Bürgermeister von Moskau von 1992 bis 2010 (1995–2016)
- Nikolai Makarowez (1939–2019), Raketenwaffenkonstrukteur (1995–2019)
- Alexander Masljakow (1941–2024), Fernsehmoderator (2006–2021)
- Walentina Matwijenko (* 1949), Politikerin (1999–2014)
- Gennadi Mesjaz (* 1936), Physiker (1996–2024)
- Nikita Michalkow (* 1945), Filmregisseur und -schauspieler (1995–2015)
- Sergei Naryschkin (* 1954), Politiker, Direktor der Sluschba wneschnei raswedki der Russischen Föderation (2008–2024)
- Raschid Nurgalijew (* 1956), Politiker (Zeitpunkte der Verleihung teilweise unbekannt)
- Juri Ossipow (* 1936), Mathematiker (1996–2013)
- Nikolai Patruschew (* 1951), Leiter des russischen Inlandsgeheimdienstes FSB von 1999 bis 2008 (Zeitpunkte der Verleihung unbekannt[3])
- Michail Piotrowski (* 1944), Direktor der Eremitage (2004–2024)
- Maja Plissezkaja (1925–2015), Balletttänzerin (1995–2010)
- Juwenali Pojarkow (* 1935), russisch-orthodoxer Priester, Metropolit von Krutizy und Kolomna (2006–2020)
- Georgi Poltawtschenko (* 1953), Politiker (2003–2023)
- Grigori Rapota (* 1944), Politiker (2011–2024)
- Wladimir Ressin (* 1936), Politiker (1995–2022)
- Gennadi Roschdestwenski (1931–2018), Dirigent (2001–2017)
- Eduard Rossel (* 1937), Politiker, Gouverneur der Oblast Swerdlowsk von 1995 bis 2009 (1996–2009)
- Wiktor Sadownitschi (* 1939), Mathematiker, Rektor der Moskauer Lomonossow-Universität (1999–2019)
- Mark Sacharow (1933–2019), Film- und Theaterregisseur (1997–2013)
- Wiktor Sawinych (* 1940), Kosmonaut, Präsident der Moskauer Universität für Geodäsie und Kartographie (1994–2020)
- Mintimer Schaimijew (* 1937), Politiker, Präsident Tatarstans von 1991 bis 2010 (1997–2014)
- Wladimir Schirinowski (1946–2022), Politiker (2006–2021)
- Alexander Schirwindt (1934–2024), Schauspieler und Theaterregisseur (2004–2019)
- Michail Schmakow (* 1949), Vorsitzender der Föderation der Unabhängigen Gewerkschaften Russlands (1999–2024)
- Alexander Schochin, (* 1951), Politiker (2008–2024)
- Rodion Schtschedrin (* 1932), Komponist (2002–2022)
- Wladimir Seldin (1915–2016), Schauspieler (2000–2015)
- Alexander Skrinski (* 1936), Physiker (1996–2024)
- Witali Smirnow (* 1935), Sportfunktionär, Präsident der sowjetischen bzw. russischen Nationalen Olympischen Komitees von 1990 bis 2001 (1996–2020)
- Juri Solomin (1935–2024), Theater- und Filmschauspieler und -regisseur (1995–2015)
- Waleri Sorkin (* 1943), Vorsitzender des Verfassungsgerichts der Russischen Föderation (2008–2021)
- Wladimir Spiwakow (* 1944), Geiger und Dirigent (1999–2019)
- Sergei Stepaschin (* 1952), Politiker (2002–2022)
- Jegor Strojew (* 1937), Politiker (1996–2007)
- Wiktor Subkow (* 1941), Politiker (2000–2012)
- Oleg Tabakow (1935–2018), Theater- und Filmschauspieler und -regisseur (1998–2015)
- Juri Temirkanow (1938–2023), Dirigent (1998–2013)
- Walentina Tereschkowa (* 1937), Kosmonautin und Politikerin (1997–2022)
- Nikolai Tokarew (* 1950), Unternehmer (2006–2020)
- Georgi Tolstoi (* 1927), Jurist (2002–2022)
- Juri Trutnew (1927–2021), Physiker (1998–2017)
- Juri Tschaika (* 1951), Politiker (2006–2021)
- Jewgeni Tschasow (1929–2021), Mediziner (2004–2019)
- Sergei Tschemesow (* 1952), Manager, Leiter des Konzerns „Rostec“ (2005–2017)
- Wiktor Tschernomyrdin (1938–2010), Politiker (1998–2010)
- Alexander Tschubarjan (* 1931), Historiker (2006–2021)
- Inna Tschurikowa (1943–2023), Schauspielerin (1997–2018)
- Aman-Geldy Tulejew (1944–2023), Politiker, Gouverneur der Oblast Kemerowo von 1997 bis 2018 (2003–2018)
- Wladimir Wassiljew (* 1949), Politiker, (Zeitpunkte der Verleihung teilweise unbekannt)
- Jewgeni Welichow (1935–2024), Physiker (2000–2015)
- Ljudmila Werbizkaja (1936–2019), Linguistin, Präsidentin der Russischen Akademie der Bildung (2000–2016)
- Irina Winer-Usmanowa (* 1948), Trainerin für rhythmische Sportgymnastik (2005–2023)
- Wladimir Winokur (* 1948), Schauspieler, Komiker (2003–2023)
- Galina Wischnewskaja (1926–2012), Opernsängerin (1996–2012)
- Wjatscheslaw Wolodin (* 1964), Politiker (2006–2024)
- Galina Woltschek (1933–2019), Theater- und Filmschauspielerin und -regisseurin (1996–2013)
- Juri Worobjow (* 1948), Politiker (1995–2023)
- Ruslan Zalikow (* 1956), Politiker (Zeitpunkte der Verleihung unbekannt)
- Surab Zereteli (1934–2025), Bildhauer und bildender Künstler, Präsident der Russischen Akademie der Künste (1996–2014)

### 1. Klasse
(chronologisch)
1. Jacques Chirac, französischer Staatspräsident (23. September 1997)
2. Boris Jelzin, russischer Staatspräsident (12. Juni 2001)
3. Jegor Strojew, Politiker (5. Dezember 2001)
4. Wladimir Kotelnikow, Elektrotechniker, Akademiemitglied (21. September 2003)
5. Alexius II. (Alexei Rüdiger), Patriarch der Russisch-Orthodoxen Kirche (23. Februar 2004)
6. Leonid Kutschma, ukrainischer Staatspräsident (20. April 2004)
7. Weniamin Jakowlew, Jurist (31. Januar 2005)
8. Schores Alfjorow, Physiker (14. März 2005)
9. Magomedali Magomedow, dagestanischer Politiker (15. Juni 2005)
10. Maja Plissezkaja, Balletttänzerin (20. November 2005)
11. Igor Moissejew, Balletttänzer (21. Januar 2006)
12. Juri Ossipow, Mathematiker (7. Juli 2006)
13. Juri Luschkow, Politiker, Moskauer Bürgermeister (21. September 2006)
14. Witali Ginsburg, Physiker (4. Oktober 2006)
15. Mintimer Schaimijew, Politiker, Präsident Tatarstans (19. Januar 2007)
16. Boris Pokrowski, Theaterregisseur (23. Januar 2007)
17. Mstislaw Rostropowitsch, Musiker (24. Februar 2007)
18. Oleg Kutafin, Jurist (26. Mai 2007)
19. Michail Fradkow, Politiker (12. September 2007)
20. Irina Antonowa, Kunsthistorikerin, Direktorin des Moskauer Puschkin-Museums (6. Dezember 2007)
21. Elina Bystrizkaja, Theater- und Filmschauspielerin (4. April 2008)
22. Mark Sacharow, Film- und Theaterregisseur (13. Oktober 2008)
23. Borys Paton, Technologiewissenschaftler, Präsident der Nationalen Akademie der Wissenschaften der Ukraine (26. November 2008)
24. Juri Temirkanow, Dirigent (9. Dezember 2008)
25. Galina Woltschek, Theater- und Filmschauspielerin und -regisseurin (17. Dezember 2008)
26. Wiktor Tschernomyrdin, Politiker und Diplomat (24. März 2009)
27. Ljudmila Sykina, Sängerin (10. Juni 2009)
28. Jewgeni Tschasow, Mediziner (10. Juni 2009)
29. Jewgeni Primakow, Politiker und Diplomat (29. Oktober 2009)
30. Alexandra Pachmutowa, Komponistin (9. November 2009)
31. Eduard Rossel, Politiker, Gouverneur der Oblast Swerdlowsk (16. November 2009)
32. Ilja Glasunow, Künstler (10. Juni 2010)
33. Murtasa Rachimow Politiker, Präsident von Baschkortostan von 1993 bis 2010 (15. Juli 2010)
34. Surab Zereteli, Bildhauer und bildender Künstler, Präsident der Russischen Akademie der Künste (26. Juli 2010)
35. Oleg Tabakow, Schauspieler und Regisseur (17. August 2010)
36. Juri Grigorowitsch, Ballettmeister (17. Dezember 2011)
37. Iossif Kobson, Sänger (25. Juni 2012)
38. Galina Wischnewskaja, Opernsängerin (1. Dezember 2012)
39. Iwan Dedow, Mediziner, Präsident der Russischen Akademie der Medizinwissenschaften (26. Juni 2013)
40. Leonid Bronewoi, Schauspieler (13. September 2013)
41. Wladimir Dolgich, Politiker (21. Juli 2014)
42. Nikolai Ryschkow, Politiker (21. Juli 2014)
43. Wladimir Seldin, Schauspieler (20. Januar 2015)
44. Jewgeni Welichow, Physiker (2. Februar 2015)
45. Sergei Lawrow, Diplomat und Politiker (21. März 2015)
46. Nikita Michalkow, Filmregisseur und -schauspieler (29. Juni 2015)
47. Juri Solomin, Theater- und Filmschauspieler und -regisseur (29. Juni 2015)
48. Dmitri Medwedew, Politiker, Ministerpräsident der Russischen Föderation (14. September 2015)
49. Gennadi Chasanow, Schauspieler, künstlerischer Leiter des Moskauer Estraden-Theaters (1. Dezember 2015)
50. Genrich Nowoschilow, Flugzeugbauer (29. Januar 2016)
51. Ljudmila Werbizkaja, Linguistin, Präsidentin der Russischen Akademie der Bildung (11. Juni 2016)
52. Kyrill I., Patriarch von Moskau und der ganzen Rus (19. November 2016)
53. Gennadi Fadejew, Eisenbahner und Politiker (20. Dezember 2016)
54. Gennadi Roschdestwenski, Dirigent (13. Februar 2017)
55. Walentina Tereschkowa, Kosmonautin und Politikerin (1. März 2017)
56. Georgi Tolstoi, Jurist (17. August 2017)
57. Lew Leschtschenko, Sänger (24. Oktober 2017)
58. Wladimir Etusch, Schauspieler (6. Mai 2018)
59. Juri Bugakow, Vorsitzender des Zuchtbetriebes „Irmen“, Oblast Nowosibirsk (30. Mai 2018)
60. Wladimir Fedossejew, Dirigent (30. Mai 2018)
61. Inna Tschurikowa, Schauspielerin (29. Juni 2018)
62. Wjatscheslaw Lebedew, Vorsitzender des Obersten Gerichts der Russischen Föderation (16. Juli 2018)
63. Boris Gromow, General und Politiker (25. September 2018)
64. Aman-Geldy Tulejew, Politiker (29. Oktober 2018)
65. Nikolai Makarowez, Raketenwaffenkonstrukteur (28. März 2019)
66. Wiktor Sadownitschi, Mathematiker, Rektor der Moskauer Lomonossow-Universität (16. April 2019)
67. Tatjana Doronina, Schauspielerin (29. April 2019)
68. Alexei Leonow, Kosmonaut (29. Mai 2019)
69. Alexander Schirwindt, Schauspieler und Theaterregisseur (29. Mai 2019)
70. Wladimir Spiwakow, Geiger und Dirigent (9. August 2019)
71. Oleg Dobrodejew, Journalist, Generaldirektor der WGTRK (28. Oktober 2019)
72. Witali Smirnow, Sportfunktionär, Präsident der sowjetischen bzw. russischen Nationalen Olympischen Komitees von 1990 bis 2001 (30. Januar 2020)
73. Wiktor Sawinych, Kosmonaut, Präsident der Moskauer Universität für Geodäsie und Kartographie (27. Februar 2020)
74. Leonid Bokerija, Kardiochirurg (23. Juni 2020)
75. Wladimir Andrejew, Schauspieler und Theaterregisseur (21. August 2020)
76. Juwenali Pojarkow, russisch-orthodoxer Priester, Metropolit von Krutizy und Kolomna (21. September 2020)
77. Konstantin Ernst, Medienmanager, Generaldirektor des Perwy kanal (6. Februar 2021)
78. Waleri Fokin, Theaterregisseur (6. Februar 2021)
79. Witali Ignatenko, Journalist und Politiker (20. April 2021)
80. Wladimir Schirinowski, Politiker (25. April 2021)
81. Juri Tschaika, Politiker (18. Mai 2021)
82. Boris Eifman, Ballettmeister (2. Juli 2021)
83. Andrei Kostin, Bankier, Präsident und Vorstandsvorsitzender der VTB (6. August 2021)
84. Alexander Baranow, Mediziner (3. Oktober 2021)
85. Alexander Tschubarjan, Historiker (3. Oktober 2021)
86. Alexander Masljakow, Fernsehmoderator (14. Oktober 2021)
87. Waleri Sorkin, Vorsitzender des Verfassungsgerichts der Russischen Föderation (25. Oktober 2021)
88. Boris Krawzow, Staatsjustizrat 1. Klasse (24. November 2021)
89. Sergei Stepaschin, Politiker (21. Februar 2022)
90. Wagit Alekperow, Unternehmer (4. Mai 2022)
91. Rodion Schtschedrin, Komponist (25. August 2022)
92. Wladimir Winokur, Schauspieler, Komiker (6. Juni 2023)
93. Sergei Sobjanin, Politiker, Bürgermeister von Moskau (21. Juni 2023)
94. Irina Winer-Usmanowa, Trainerin für rhythmische Sportgymnastik (20. Juli 2023)
95. Alexander Konowalow, Neurochirurg (8. November 2023)
96. Georgi Poltawtschenko, Politiker (22. November 2023)
97. Leila Adamjan, Medizinerin (3. Januar 2024)
98. Wjatscheslaw Wolodin, Politiker (4. Februar 2024)
99. Waleri Koslow, Mathematiker (5. Februar 2024)
100. Gennadi Mesjaz, Physiker (5. Februar 2024)
101. Alexander Skrinski, Physiker (5. Februar 2024)
102. Jefim Bassin, Eisenbahner und Politiker (22. April 2024)
103. Alexander Schochin, Politiker (22. Mai 2024)
104. Michail Schmakow, Vorsitzender der Föderation der Unabhängigen Gewerkschaften Russlands (29. Oktober 2024)
105. Rustam Minnichanow, Politiker, Oberhaupt der Republik Tatarstan (8. Dezember 2024)
106. Michail Piotrowski, Direktor der Eremitage (8. Dezember 2024)
107. Alissa Freindlich, Schauspielerin (8. Dezember 2024)
108. Larissa Latynina,  Kunstturnerin (20. Dezember 2024)
109. Michail Bojarski, Schauspieler (26. Dezember 2024)

Bei 34 Ausgezeichneten ist das Datum der Ordensverleihung nicht genau bekannt:
- Nikolai Patruschew, Leiter des russischen Inlandsgeheimdienstes FSB (2006)
- Nikolai Lawjorow, Geologe (2008)
- Wiktor Subkow, Politiker (2012)
- Dmitri Kosak, Politiker (2014)
- Sergei Aksjonow, Politiker (2014)
- Wladimir Konstantinow, Politiker (2014)
- Alexei Tschaly, Politiker (2014)
- Alexander Bortnikow, Leiter des russischen Inlandsgeheimdienstes FSB (Zeitpunkt der Verleihung unbekannt)
- Walentina Matwijenko, Politikerin (2014)
- Sergei Iwanow, Politiker (Zeitpunkt der Verleihung unbekannt)
- Stanislaw Goworuchin, Filmregisseur (2016)
- Juri Trutnew, Physiker (2017)
- Wladimir Fortow, Physiker (2017)
- Alexei Miller, Manager, Vorstandsvorsitzender des Energiekonzerns „Gazprom“ (2017)
- Sergei Tschemesow, Manager, Leiter des Konzerns „Rostec“ (2017)
- Michail Kowaltschuk, Physiker (2018)
- Sergei Schoigu, Politiker (2020; Orden mit Schwertern)
- Boris Gryslow, Politiker (2020)
- Ruslan Zalikow, Politiker (Zeitpunkt der Verleihung unbekannt)
- Nikolai Tokarew, Unternehmer (2020)
- Waleri Gerassimow, Chef des Generalstabes der Streitkräfte der Russischen Föderation (2021)
- Muchu Alijew, Politiker (2021)
- Wladimir Ressin, Politiker (2022)
- Raschid Nurgalijew, Politiker (Zeitpunkt der Verleihung unbekannt)
- Radi Ilkajew, Physiker (2022)
- Leonid Passetschnik, Politiker (2022)
- Denis Puschilin, Politiker (2022)
- Juri Worobjow, Politiker (2023)
- Grigori Rapota, Politiker (2024)
- Jewgeni Fedossow, Kybernetiker (2024)
- Wiktor Solotow, Direktor der Nationalgarde Russlands (2024; Orden mit Schwertern)
- Alexander Dsassochow, Politiker (2024)
- Wladimir Wassiljew, Politiker (2024)
- Sergei Naryschkin, Politiker, Direktor der Sluschba wneschnei raswedki der Russischen Föderation (2024)